# Adrianus Sunarko
Adrianus Sunarko OFM (ur. 7 grudnia 1966 w Merauke) – indonezyjski duchowny katolicki, biskup diecezjalny Pangkal-Pinang od 2017.

## Życiorys
Święcenia kapłańskie otrzymał 8 lipca 1995 w zakonie franciszkanów. Po krótkim stażu wikariuszowskim studiował teologię w Niemczech, a po powrocie do kraju został wykładowcą w zakonnej szkole filozoficznej w Dżakarcie. Pełnił jednocześnie funkcje definitora (2004–2007), wiceprzełożonego (2007–2009) oraz przełożonego prowincji indonezyjskiej zakonu (2010–2017).
28 czerwca 2017 papież Franciszek mianował go biskupem diecezjalnym Pangkal-Pinang. Sakry udzielił mu 23 września 2017 metropolita Palembang - arcybiskup Aloysius Sudarso.